# Cheongchun-ui deot
Cheongchun-ui deot (청춘의 덫?), nota anche con il titolo internazionale Trap of Youth, è una serie televisiva sudcoreana del 1999, remake dell'omonima serie in 50 episodi realizzata nel 1979 da MBC e interrotta anzitempo dalla censura in quanto trattava temi scomodi quali la convivenza e la gravidanza all'infuori del matrimonio. È stata lodata per la sceneggiatura e le interpretazioni degli attori, in particolare della protagonista Shim Eun-ha, che si è aggiudicata un SBS Drama Award alla miglior attrice.

## Trama
Dopo essersi spesa in ogni modo possibile per il proprio fidanzato Dong-woo, la giovane Yun-hee viene da lui abbandonata per intraprendere una relazione con una ragazza ben più ricca di lei, Yeong-ju. Desiderosa di vendetta, la ragazza fa innamorare di sé il fratello di Yeong-ju, senza provare in realtà niente, ma con il passare del tempo, la bontà e il grande cuore del ragazzo iniziano a farla desistere dagli iniziali propositi di rivincita.